# Csom Gyula
Csom Gyula (Kisapáti, 1932. november 8. – Budapest, 2021. június 27.) Széchenyi-díjas magyar fizikus, gépészmérnök, a BME oktatóreaktorának építője, a Nukleáris Technikai Intézet első igazgatója.

## Élete és pályafutása
Csom Gyula 1932. november 8-án született a Zala megyei Kisapátin. Tanulmányait Kisapátin, Tapolcán és Sümegen végezte, az érettségit követően egy év kihagyás után pedig a Budapesti Műszaki Egyetemen kezdte meg felsőfokú tanulmányait. Gépészmérnöki oklevelét 1958-ban vette át, majd 1959 novemberétől a BME Hőerőművek Tanszékén dolgozott tanársegédként, később adjunktusként. Az Erőterv tervezőmérnöke lett, közben 1958 szeptemberében levelező tagozaton megkezdte az Eötvös Loránd Tudományegyetem fizika szakát is. 
Az atomenergetikai képzés egyik kidolgozója mind graduális, mind posztgraduális szinten. Ennek egyik központja volt a Lévai András által vezetett Hőerőművek Tanszék. 
1961 elején az Országos Atomenergia Bizottság úgy határozott, hogy a gyakorlati atomenergetikai oktatás elősegítéséhez szükség van egy oktató reaktorra, melyet a BME-n kell megépíteni. 1962-ben Csom Gyulát kérte fel az egyetem rektora a leendő atomreaktorral kapcsolatos egyetemi koordinációs feladatok ellátására. Az egyetemi reaktor építését az Erőterv mint generáltervező irányította. Eközben Csom Gyulát kinevezték adjunktussá, a BME rektora pedig 1967. december 1-jei hatállyal kinevezte Csom Gyulát a létesülő Egyetemi Atomreaktor vezető főmérnökévé. Az Egyetemi Atomreaktort végül 1971. július 9-én avatták fel. 
Megalakult az egyetemi atomreaktort is magába foglaló Nukleáris Technikai Intézet, ennek igazgatójává Csom Gyulát nevezték ki. 
1986. április 26-án súlyos baleset történt a Csernobili Atomerőműben. Az Országos Műszaki Információs Központ és Könyvtár (OMIKK) felkérésére Csom Gyula vezetésével készítettek, majd 1986. június végén leadtak egy tanulmányt a katasztrófa okairól, következményeiről és tanulságairól. A tanulmány további szerzői voltak Bede Gábor, Nagy Mihály és Virágh Elemér. Az illetékesek csak belső használatra engedélyezték a tanulmányt, amelyre később emiatt betiltott tanulmányként is hivatkoztak a sajtóban. 
Csom Gyula 1987 júniusától a BME újonnan megalapított Természet- és Társadalomtudományi Karának lett a tudományos és általános dékánhelyettese. A kari kollektíva 1990 októberében dékánná választotta, amely pozíciót 1998. június 30-ig töltött be. Ezalatt több évtizednyi sikertelen próbálkozás után megalapították a kari matematikai tanszékekből a diszciplinárisan szervezett Matematikai Intézetet (öt tanszékkel), elindították a mérnökfizikus, az alkalmazott matematikus és a műszaki menedzser szakot. A megerősödést követően 1998-ban két kar alakult ebből, a Természettudományi Kar, valamint a Gazdaság- és Társadalomtudományi Kar. A dékáni funkció mellett 1993. július 1-jétől Csom Gyula nem vállalta tovább a Nukleáris Technikai Intézet igazgatói feladatait. 
1998-ban Göncz Árpád köztársasági elnöktől vehetett át Széchenyi-díjat.
2000-től két cikluson keresztül a Magyar Tudományos Akadémia Energetikai Tudományos Bizottságának elnöke volt. 2003. január 1-jétől nyugdíjas, de kapcsolata a BME-vel ezt követően is szoros maradt, az egyetem professor emeritusszá nevezte ki. 2005-ben a kormány felkérésére elvállalta annak a független szakértőkből álló bizottságnak a vezetését, melynek feladata a Magyarország energikapolitikai tézisei a 2006-2030 időszakra című dokumentum kidolgozása volt.

## Díjai, elismerései
- Széchenyi-díj (1998)
- Pro Juventute Universitatis-díj (1998)
- József Nádor Emlékérem (2002)
- Szilárd Leó-díj (2003)
- Wigner Jenő-díj (2004)

## Művei
- Atomenergia-rendszerek nukleáris üzemanyagciklusának továbbfejlesztési lehetőségei (Akadémiai Kiadó, 1988)
- Atomerőművek üzemtana. I. kötet. A reaktorfizika és -technika alapjai. Egyetemi tankönyv. (Műegyetemi Kiadó, 1997)
- Atomerőművek üzemtana. II. kötet. Az energetikai atomreaktorok üzemtana 1-2. Egyetemi tankönyv. (Műegyetemi Kiadó, 2005)
- Atomerőművek üzemtana. II. kötet. Az energetikai atomreaktorok üzemtana 3. Egyetemi tankönyv. (Műegyetemi Kiadó, 2012)
- Atomerőművek üzemtana. II. kötet. Az energetikai atomreaktorok üzemtana 4. (Pauker Holding Kft., 2012)